# Zalayeta
Zalayeta är en ort i Mexiko.   Den ligger i kommunen Perote och delstaten Veracruz, i den sydöstra delen av landet, 180 km öster om huvudstaden Mexico City. Zalayeta ligger 2 347 meter över havet och antalet invånare är 575.
Terrängen runt Zalayeta är platt norrut, men söderut är den kuperad. Runt Zalayeta är det ganska tätbefolkat, med 75 invånare per kvadratkilometer. Närmaste större samhälle är Guadalupe Victoria, 14,3 km söder om Zalayeta. Omgivningarna runt Zalayeta är en mosaik av jordbruksmark och naturlig växtlighet.